# Deogarh (huyện)
Huyện Deogarh là một huyện thuộc bang Odisha, Ấn Độ. Thủ phủ huyện Deogarh đóng ở Deogarh. Huyện Deogarh có diện tích 2781 ki lô mét vuông. Đến thời điểm năm 2001, huyện Deogarh có dân số 274095 người.